# Kateryna Rymarenko
Kateryna Ołeksandriwna Rymarenko (urk. Катерина Олександрівна Римаренко; ur. 3 kwietnia 1990 w Symferopolu) – ukraińska koszykarka występująca na pozycji silnej skrzydłowej.

## Kariera sportowa
25 września 2016 została zawodniczką Ślęzy Wrocław. 12 października 2017 podpisała umowę z ENEĄ AZS-em Poznań. 29 czerwca 2018 zawarła kontrakt z Pszczółką Polski-Cukier AZS-UMCS Lublin. W maju 2019 opuściła klub.
22 lipca 2019 dołączyła do Artego Bydgoszcz.
5 sierpnia 2020 została zawodniczką Politechniki Gdańskiej. 8 sierpnia 2022 zawarła po raz kolejny w karierze umowę z ENEA AZS Politechniką Poznań. 14 stycznia 2023 opuściła klub.

## Osiągnięcia
Stan na 28 lutego 2023, na podstawie, o ile nie zaznaczono inaczej.
Drużynowe
- Mistrzyni:
  - Ukrainy (2009, 2012)[10][11]
  - Polski (2017)[12]
- Wicemistrzyni:
  - Polski (2020)
  - Ukrainy (2007, 2013)
- Brązowa medalistka mistrzostw Ukrainy (2008)
- Zdobywczyni pucharu Ukrainy (2009)[10]
- Finalistka pucharu Polski (2017)[13]
- Uczestniczka rozgrywek Eurocup (2006/07)

Indywidualne
- Zaliczona przez eurobasket.com do:
  - I składu:
    - ligi ukraińskiej (2009)
    - zawodniczek krajowych ligi ukraińskiej (2008, 2009)[10]

  - Honorable Mention ligi:
    - ukraińskiej (2010, 2011)[14][15]
    - węgierskiej (2016)[16]
- Liderka ligi ukraińskiej w skuteczności rzutów za 2 punkty (2009)[10]

Reprezentacja
- Uczestniczka:
  - mistrzostw Europy:
    - 2015 – 16. miejsce
    - U–20 (2009 – 13. miejsce, 2010 – 5. miejsce)
    - U–18 (2008 – 11. miejsce)
    - U–16 (2006 – 8. miejsce)

  - eliminacji do Eurobasketu (2011)